# أنتوني شميد
أنتوني شميد (بالألمانية: Anthony Schmid)‏ هو لاعب كرة قدم نمساوي، ولد في 18 يناير 1999.

## وصلات خارجية
- أنتوني شميد على موقع قاعدة بيانات كرة القدم.إي يو (الإنجليزية)
- أنتوني شميد على موقع Soccerway.com (الإنجليزية)
- أنتوني شميد على موقع عالم كرة القدم.نت (الإنجليزية)